# Laerte Ramos Vieira
Laerte Ramos Vieira (Lages, 29 de março de 1925 – Florianópolis, 12 de novembro de 2017) foi um advogado e político brasileiro.

## Biografia
Filho de Álvaro Ramos Vieira e de Altina Ramos Vieira.
Bacharel em direito pela Faculdade de Direito de Santa Catarina (1956).
Foi deputado à Assembleia Legislativa de Santa Catarina na 3ª legislatura (1955 — 1959) e na 4ª legislatura (1959 — 1963).
Foi deputado à Câmara dos Deputados na 42ª legislatura (1963 — 1967), na 43ª legislatura (1967 — 1971), como suplente convocado, na 44ª legislatura (1971 — 1975), e na 45ª legislatura (1975 — 1979).